# Vladimir Voronov
Vladimir Ivanovič Voronov (Odessa, 14 luglio 1890 – Leningrado, 2 giugno 1985) è stato un attore sovietico.

## Filmografia parziale

### Attore
- Aėro NT-54 (1925)
- Čelovek v futljare (1939)
- Neokončennaja povest' (1955)

## Premi
- Artista onorato della RSFSR
- Artista popolare della RSFSR